# Poilhes
Poilhes é uma comuna francesa na região administrativa de Occitânia, no departamento de Hérault. Estende-se por uma área de 5,95 km². Em 2010 a comuna tinha 559 habitantes (densidade: 93,9 hab./km²).